# Arhal, Gangawati
Arhal là một làng thuộc tehsil Gangawati, huyện Koppal, bang Karnataka, Ấn Độ.